# Otto Wächter
Barón Otto Gustav von Wächter (8 de julio de 1901, Viena, Austria-Hungría - 14 de julio de 1949, Roma, Italia)  fue un abogado, político nacionalsocialista, 
soldado y SS-Gruppenführer (teniente general) austriaco de alto rango de las SS, una organización militar del 
Tercer Reich vinculada al NSDAP, pero que poseía su propia personalidad jurídica.
Durante la ocupación de Polonia en la Segunda Guerra Mundial, fue Gobernador del distrito de Cracovia en el Gobierno General y luego del Distrito de Galitzia (ahora en su mayor parte en Ucrania). Más tarde, en 1944, fue nombrado jefe de la Administración Militar Alemana en el estado títere de la República de Saló en Italia. Durante los últimos dos meses de la guerra, fue responsable de las fuerzas no alemanas en la Oficina Central de Seguridad del Reich (RSHA) en Berlín. 
En 1940, 68.000 judíos fueron expulsados de Cracovia y en 1941 el Gueto de Cracovia fue creado para los 15.000 judíos restantes por sus decretos. El 28 de septiembre de 1946, el gobierno polaco solicitó al gobernador militar de la zona de Estados Unidos que Wächter fuera entregado a Polonia para ser juzgado por "asesinato en masa, disparos y ejecuciones". Bajo su mando del distrito de Galitzia, más de cien mil ciudadanos polacos perdieron la vida. 
Logró evadir a las autoridades aliadas durante 4 años. En 1949, Wächter recibió refugio del obispo austriaco pro-nacionalsocialista Alois Hudal en el Vaticano, donde murió el mismo año, a los 48 años, según los informes, por una enfermedad renal.

## Primeros años y activismo Nacionalsocialista
Otto Gustav von Wächter era el tercer hijo y único hijo de Martha (de soltera Pfob), hija del dueño del Hotel Graben en el centro de Viena. Su padre, Joseph Freiherr von Wächter, nació en el norte de Bohemia y sirvió en el Ejército austrohúngaro. En el último año de la Primera Guerra Mundial, Joseph Freiherr von Wächter fue condecorado con la Cruz de Caballero de la Orden de María Teresa, que le valió el título de Freiherr (Barón). 
En 1922, después de que se estableciera la Primera República de Austria, fue nominado dos veces como Ministro de Defensa en el Gabinete del Monseñor Dr. Ignaz Seipel. Wächter pasó sus primeros años en Viena antes de que la familia se mudara a Trieste (entonces parte del Imperio austrohúngaro) en 1908. Durante la Primera Guerra Mundial vivió en el sur de Bohemia, estudiando y tomando sus niveles A en 1919 en České Budějovice, donde la vida cotidiana estaba dominada por las diferencias nacionales entre alemanes y checos. 
La familia se mudó a Viena, donde Wächter estudió derecho y se unió a varias organizaciones nacionales y deportivas diversas. En 1923 se unió a las SA y se convirtió en Campeón de Austria en M8+ (equipo de remo de ocho hombres). Recibió su doctorado en 1925 y en 1929 comenzó a ejercer como abogado. Sus clientes incluían miembros acusados del Partido Nacionalsocialista, al que se unió el 24 de octubre de 1930 (número de membresía: 301.093). El 11 de septiembre de 1932, Wächter se casó con Charlotte Bleckmann (nacida el 20 de octubre de 1908), hija de un magnate del acero de Estiria.
Wächter continuó trabajando para el Partido Nacionalsocialista en Viena como organizador y defensor de los militantes acusados en la corte y posteriormente desempeñó un papel de liderazgo en la organización del fallido Putsch de julio del 25 de julio de 1934, que finalmente condujo al asesinato del canciller Engelbert Dollfuss. Después del golpe fallido, Wächter huyó al Tercer Reich. Ingresó al SS el 1 de enero de 1932 (número de membresía: 235.368) y completó su servicio militar alemán en Freising, Baviera. En 1935 se le negó su ciudadanía austriaca y se le confirió la ciudadanía alemana mientras completaba su formación académica y educación como abogado en Alemania. En 1937 comenzó a trabajar en la organización de ayuda de refugiados austriacos NS en Berlín.

## Secretario de Estado en el Gobierno Nacionalsocialista en Viena
Tras el "Anschluss" (la anexión de Austria a la Alemania nazi) el 12 de marzo de 1938, Wächter ocupó el cargo de comisario estatal en el "Ministerio de Liquidación" bajo el gobernador alemán de Austria, Arthur Seyss-Inquart, del 24 de mayo de 1938 al 30 de abril de 1939.[cita requerida]   El organismo gubernamental que dirigió, conocido como "Wächter-Kommission", fue responsable de la destitución y/o retiro obligatorio de todos los funcionarios austriacos que no se ajustaban al régimen nacionalsocialista. Debido al hecho de que la antigua burocracia austriaca era estrictamente antisemita, solo una pequeña fracción de los funcionarios fueron despedidos.

## Gobernador de Cracovia, Polonia

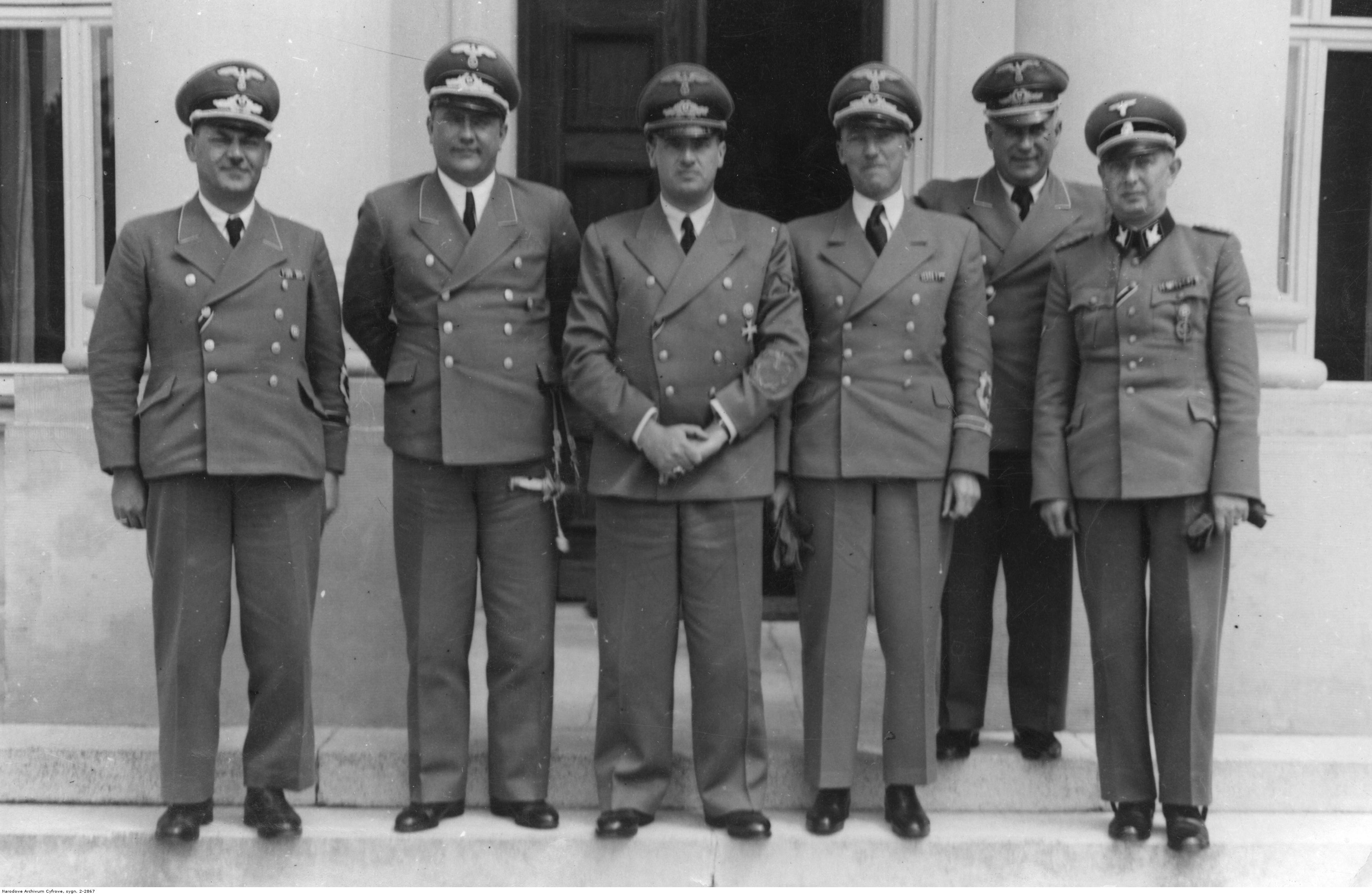
Hans Frank con los administradores de los distritos en 1942 desde la izquierda: Ernst Kundt, Ludwig Fischer, Hans Frank, Otto Wächter, Ernst Zörner, Richard Wendler.

Tras la derrota de Polonia en septiembre de 1939, los alemanes establecieron un Estado conocido como el Gobierno General que fue gobernado por Hans Frank. Hasta 1940 su designado fue Arthur Seyss-Inquart, quien llevó a Wächter con él al Gobierno General, donde fue nombrado gobernador del distrito administrativo de Cracovia. 
Desde el principio, Wächter demostró ser un administrador eficaz. También entendió que las políticas de "discriminación racial", fuerza bruta y coerción privaron a Alemania de una asistencia material sustancial y enajenaron a grandes sectores de la población local.[cita requerida]   Prefirió en cambio recurrir a las experiencias del Gobierno austríaco hasta la Primera Guerra Mundial. En este sentido, eligió las dos coronas de Galitzia en el escudo de armas emitido para la nobleza de su padre. Como gobernador de Cracovia, estaba bajo la supervisión directa y local de Frank y tuvo que enfrentar las acciones fanáticas de las SS y las fuerzas policiales locales. 
El arresto el 6 de noviembre de 1939 de todo el personal de profesores y académicos de la Universidad Jaguelónica y otras instituciones académicas y su posterior deportación al campo de concentración de Sachsenhausen, llamado Sonderaktion Krakau, resultó en una condena generalizada en todo el mundo. Wächter criticó públicamente la acción que tuvo lugar sin su conocimiento y, según los informes, intentó liberar a los académicos. Sin embargo, debido a la "Acción especial de Cracovia", fue acusado por polacos exiliados en Nueva York el 16 de octubre de 1942.[cita requerida]
En su calidad de gobernador, el 18 de diciembre de 1939 se emitió una orden de ejecución para 52 criminales polacos en Bochnia bajo la firma de Wächter, como represalia por el asesinato de dos policías vieneses.
Del mismo modo, en diciembre de 1940, un decreto que organizaba la expulsión de los 68.000 judíos de la ciudad también apareció bajo su nombre, al igual que otro decreto que ordenaba a los 15.000 judíos restantes mudarse al recién creado Gueto de Cracovia ("Zona de residencia judía") emitido el 3 de marzo de 1941.
Wächter, a diferencia de su esposa, que a menudo estaba en compañía de los francos, trató de mantenerse alejado de ellos. La familia vivía en una villa pseudo-románica en Przegorzaly en una empinada ladera sobre el Vístula a las afueras de Cracovia, que pertenecía al profesor Adolf Szyszko-Bohusz, jefe de las medidas de restauración del Castillo de Wawel. La atmósfera del edificio confiscado no se encontró con la aprobación de la esposa de Wächter, por lo que construyó lo que llamó "Castillo de Wartenberg". Frustrado con las severas limitaciones de su papel, Wächter estaba a punto de renunciar a su cargo en Cracovia, cuando recibió un nuevo puesto en Galitzia.

## Gobernador de Galitzia, Gobierno General
Después de la Operación Barbarroja, la invasión alemana de la Unión Soviética el 22 de junio de 1941, la parte oriental ocupada por los soviéticos de la antigua provincia austriaca de Galitzia fue adscrita al Gobierno General como Distrito de Galitzia. Su ciudad capital, conocida como L'viv (Ucrania), Lwów (en polaco) y Lemberg (en alemán), había sido, después de Viena, Budapest y Praga, la más grande del Imperio Austrohúngaro, donde los polacos, los ucranianos y los judíos vivieron juntos durante siglos. El primer gobernador alemán fue Karl Lasch, un amigo íntimo de Frank, quien más tarde fue arrestado y fusilado por extensas actividades en el mercado negro por orden del Reichsführer-SS Heinrich Himmler. Wächter fue elegido por Adolf Hitler "como el mejor hombre en el lugar", y se lo insertó como gobernador el 22 de enero de 1943. 
Su primera visita oficial fue al influyente y respetado metropolitano católico griego Andrij Aleksander Szeptycki (Sheptytsky). Con su ayuda, Wächter se esforzó por promover un mayor grado de cooperación entre los alemanes ocupantes y los diversos elementos étnicos en el distrito de Galitzia. En consecuencia, se encontró inmediatamente en conflicto con el SS-Obergruppenführer Friedrich-Wilhelm Krüger, el representante del Reichsführer en el Gobierno General y ejecutor de sus programas de reasentamiento a gran escala planeados. En la reunión del gobierno en Cracovia el 17 de febrero, Wächter se opuso públicamente a los planes de "germanizar" la ciudad de Lemberg, lo que habría resultado en la expulsión de toda su población al afirmar: "Una colonización alemana del Este durante la guerra provocaría el colapso de la producción".
La continua oposición de Wächter a las políticas de Krüger condujo a una serie de confrontaciones abiertas. Para evitar nuevos altercados, Himmler le ofreció a Wächter la oportunidad de trasladarse a Viena, lo que rechazó. Como gobernador de Galitzia, aunque seguía creyendo firmemente en el principio "Alemania primero", su administración a menudo iba más allá para satisfacer los deseos de la población de lo que se requería. Con frecuencia se vio obligado a usar su influencia y sus conexiones al eludir primero al gobernador general Hans Frank y al explotar las tensas relaciones entre Frank y Himmler para seguir sus propias políticas. Wächter seleccionó conscientemente a hombres con puntos de vista liberales para los puestos clave de su administración, en particular los jefes de departamento Otto Bauer y el Dr. Ludwig Losacker, con quien consultó antes de decidir todas las cuestiones importantes.
A fines de 1942, Wächter visitó el "Reichskommissariat Ukraine" (este de Ucrania) para presenciar de primera mano el efecto de la implementación de la filosofía nacionalsocialista Untermensch (subhumana) por el Gauleiter Erich Koch y sus políticas de represión y subyugación. A su regreso en diciembre de 1942, envió una carta secreta de diez páginas a Martin Bormann en la sede del Führer en Berlín, criticando los graves errores cometidos en el manejo de los ucranianos. 
Mientras era gobernador de Galitzia, estableció una división Waffen-SS reclutada de la población ucraniana de Galitzia, bajo supervisión alemana, para luchar contra los bolcheviques. La formación de la unidad fue aprobada por Himmler después de la desastrosa derrota en Stalingrado. Wächter presentó la propuesta a Himmler el 1 de marzo de 1943 y, el 28 de abril, se inauguró públicamente la División SS de Galitzia.

## Fin de la guerra
Con la pérdida de todo el Distrito de Galitzia el 26 de julio de 1944 ante el avance del Ejército Rojo, Wächter buscó ser liberado de sus obligaciones administrativas en el Gobierno General para poder ocupar un puesto en las Waffen-SS. En respuesta, Himmler acordó ordenar su liberación sobre la base de que asumió una nueva comisión como Jefe de la Administración Militar del Plenipotenciario General de la Wehrmacht alemana en Italia encabezada por el SS-Obergruppenfuhrer Karl Wolff.
Himmler sintió que Wächter sería "de inmenso uso en este campo igualmente interesante y difícil". Al asumir su nuevo puesto, Wächter se mudó a Gardone en el lago de Garda.
A medida que la situación alemana en el frente empeoraba día a día, en un vano intento de recuperar la iniciativa militar, las autoridades alemanas se desesperaron cada vez más y trataron de explotar los movimientos antibolcheviques de Europa del Este. Al hacerlo, el 30 de enero de 1945 Himmler designó a Wächter como jefe subsidiario del Grupo D de la RSHA en Berlín, que trató de utilizar y combinar el Ejército de Liberación de Rusia del general Andréi Vlásov y el recién formado Ejército Nacional de Ucrania, que incluía la 1.ª División Ucraniana (anteriormente la 14.ª División Galitzia de las SS), cuya creación había instigado. 
El concepto "federalista'' de Vlásov, que requería la subordinación de todas las demás nacionalidades soviéticas a su mando general, resultó ser un obstáculo insuperable para Wächter, que no pudo lograr la unificación de Vlásov y los ucranianos separatistas liderados por el general Pavlo Shandruk. Sin embargo, Wächter redobló sus esfuerzos con los ucranianos a quienes se unió el 7 de abril de 1945 en Carintia. El 8 de mayo de 1945, Wächter informó al general Shandruk de la rendición incondicional del Reich alemán con las siguientes palabras: "Ahora, general, usted es la figura central en la acción de salvar a la División, y posiblemente de todos los que estamos con usted". En Zell am See, en medio del colapso alemán, su esposa quemó una caja llena de documentos que había recogido metódicamente para justificar sus acciones, lo que debería demostrar "que había hecho todo lo posible para ayudar a tanta gente".

## Posguerra y muerte
Tras la capitulación alemana, Wächter permaneció con el personal de la 1.ª División del Ejército Nacional de Ucrania hasta el 10 de mayo. Los dejó cerca de Tamsweg en el distrito montañoso de Salzburgo para evitar ser hecho prisionero y la extradición inevitable a la Unión Soviética. Junto con un joven miembro de la 24.ª División Waffen-Gebirgs- (Karstjäger-) del Waffen-SS, se escondió con éxito durante 4 años, apoyado por su esposa, que suministró a ambos hombres comida y equipo desde puntos de recogida secretos. En la primavera de 1949, Wächter cruzó la frontera con el Tirol del Sur en Italia, donde vio a su esposa y sus hijos mayores por última vez. 
El 24 de abril de 1949 llegó a Roma, donde, a través del obispo pro-nacionalsocialista Alois Hudal, rector del Colegio Teutónico de Santa Maria dell'Anima, encontró alojamiento rudimentario en el instituto clerical "Vigna Pia" en las afueras del sur de Roma bajo el nombre de Alfredo Reinhardt. En junio participó en una película italiana, interpretando el papel de un actor y estaba en el proceso de recopilar información sobre un vuelo a América del Sur. Como resultado de su natación matutina diaria en el Tíber contaminado, contrajo ictericia el 3 de julio. El 9 de julio fue llevado al Hospital Santo Spirito, cerca del Vaticano, donde Wächter reveló su verdadera identidad. Recibió los últimos ritos de Hudal en la tarde del 13 de julio y murió a la mañana siguiente.

## Rangos[25]
- SS-Untersturmführer (10 de marzo de 1935)
- SS-Obersturmführer (1 de junio de 1935)
- SS-Hauptsturmführer (9 de noviembre de 1935)
- Sergeant (Wehrmacht)
- SS-Sturmbannführer (20 de abril de 1936)
- Candidato corporal y de reserva para oficiales de la Wehrmacht (29 de julio de 1936)
- SS-Obersturmbannführer (30 de enero de 1937)
- SS-Standartenführer (30 de enero de 1938)
- SS-Oberführer (12 de marzo de 1938)
- SS-Brigadeführer (9 de noviembre de 1945)
- SS-Gruppenführer y Generalleutnant de policía (16 de mayo de 1944)

## Condecoraciones
- Premio de las Juventudes Hitlerianas por el Logro Deportivo (30 de agosto de 1931)
- Insignia civil de las SS (N.° 22.153)
- Cabrio de honor de la vieja guardia
- Julleuchter
- Insignia Deportiva de las SA en bronce (7 de enero de 1937)
- Anillo de honor de las SS
- Espada honoraria del Reichsführer-SS

### Segunda Guerra Mundial
- Medalla en memoria del 13 de marzo de 1938 (27 de abril de 1940)
- Medalla en memoria del 1 de octubre de 1938, con un cierre del Castillo de Praga
- Cruz al Mérito Militar
  - 2.ª clase (3 de octubre de 1940)
  - 1.ª clase
- Insignia honoraria "Por el cuidado del pueblo alemán", 2.º grado
- Placa Dorada del Partido (30 de enero de 1943)
- Insignia del Largo Servicio al NSDAP en bronce y plata (15 años)
- Cruz de Hierro, 2.ª clase
- Cruz Alemana en Plata (17 de febrero de 1945)

## Wächter y las Waffen-SS Galizien
En 1943, Wächter concibió la idea de crear una división Waffen-SS compuesta por ucranianos. La división se organizó como parte de un programa de creación de formaciones extranjeras (por ejemplo, estonias, letonas) del Waffen-SS para luchar con los alemanes en el Frente Soviético. Wächter propuso su idea por primera vez al Reichsführer-SS, Heinrich Himmler, el 1 de marzo de 1943, y quiso nombrarlos, Division Ukrania. Wächter logró crear la división; sin embargo, eventualmente se llamarían División Galizien. La creación de la 14.ª División Voluntaria SS Galizien, o Waffen-SS Galizien (14 Waffen Grenadier Division der ss, Galizische Nr 1) se anunció el 28 de abril de 1943 en ceremonias en toda Galitzia. Wächter nombró a los miembros de la Junta Militar de la División Galizien y mantuvo buenas relaciones con ellos. En 1945 fue el comandante en jefe de todas las divisiones del Waffen SS formadas por no alemanes. 
Al organizar el Waffen-SS Galizien, Wächter trabajó en estrecha colaboración con el jefe del Comité Central de Ucrania en Cracovia, Volodymyr Kubijovyč. Kubijovyč apoyó la formación de la división, considerándola como una fuerza armada ucraniana y esperando influir en su carácter y organización como el núcleo de un futuro Ejército nacional.
En marzo de 1945, el gobierno alemán anunció la formación del Ejército Nacional de Ucrania. Wächter aseguró con éxito el nombramiento del general Pavlo Shandruk, un exoficial del Ejército Polaco, como comandante del Ejército Nacional Ucraniano. El 25 de abril de 1945, el Waffen-SS Galizien se reorganizaría oficialmente como la Primera División del Ejército Nacional de Ucrania, y haría un nuevo juramento de lealtad al pueblo ucraniano.
Aunque Ucrania sigue dividida sobre el legado de la Segunda Guerra Mundial, los nacionalistas, los derechistas incondicionales y los neonazis aún hoy honran el heroísmo del Waffen-SS Galizien a través de celebraciones anuales.

## Controversia histórica
Aunque fue uno de los principales autores del Holocausto y un líder de la campaña de exterminio judío, el hijo de Wächter, Horst, afirma que su padre era "un buen nacionalsocialista". Horst ha aparecido en un episodio de la serie de televisión de PBS, Independent Lens, titulado "My Nazi Legacy: What Our Fathers Did", y también ha sido entrevistado por múltiples fuentes de noticias en un intento por cambiar el legado de su padre. Horst afirma que su padre "estaba en contra de la ideología racial de poner a otras razas por debajo de los alemanes arios" y sostiene que nunca pronunció un discurso antisemita. Horst cree que su padre "era un engranaje involuntario en la máquina de matar nazi" y "fue condenado y asesinado por algo que nunca planeó y ejecutó a sí mismo".
A pesar de las afirmaciones de Horst, se ha demostrado que las pruebas las refutan. En la casa de Horst, Schloss Hagenberg (cerca de Mistelbach, Baja Austria; no: Schloss Hagenberg im Mühlkreis, Alta Austria), los álbumes de fotos familiares muestran fotos con Adolf Hitler, Heinrich Himmler, Hans Frank y Joseph Goebbels, y un libro con la inscripción "Con mis mejores deseos en tu cumpleaños, - H. Himmler, 8 de julio de 1944." Estos recuerdos personales de Wächter lo colocarían en el centro de las operaciones nacionalsocialistas.
Los documentos alemanes detallan su participación en el establecimiento de guetos y la solución final también. El nombre de Wächter se ve en la orden para establecer el gueto de Cracovia, donde muchos habitantes perecieron, y el resto eventualmente se liquidaría como parte de la Operación Reinhard. Wächter también manejaba los sistemas de transporte, que llevarían trenes de judíos a la muerte bajo su vigilancia. El Departamento de Justicia de los Estados Unidos también tiene documentos que acusan a Wächter. Uno, firmado el 13 de marzo de 1942 por Wächter, era una orden para restringir el empleo de judíos en toda Galitzia. El Departamento de Justicia también mantiene un documento de Heinrich Himmler a Wilhelm Stuckart, el ministro del interior del Reich en Berlín, sobre el futuro de Wächter, fechado el 25 de agosto de 1942. Describe cómo Himmler estuvo recientemente en Lemberg y le preguntó a Wächter si le gustaría ser trasladado a Viena. Wächter le respondió a Himmler que no quería ir a Viena. Este documento implica que Wächter voluntariamente quería quedarse en Lemberg para la implementación de la Operación Reinhard y refuta directamente la afirmación de Horst de que su padre "no tenía ninguna posibilidad de abandonar el sistema". 
Mientras Wächter era gobernador de Galitzia, supervisó la implementación de la solución final. Después de que 75.000 judíos murieron en el primer mes durante la Operación Reinhard, Hans Frank pronunció un discurso en el Parlamento de Galitzia alabando el trabajo de Wächter por "hacer de Lemberg una ciudad orgullosa". Aunque estas acciones casi seguramente acusarían a Wächter de responsabilidad de mando, Wächter no fue directamente responsable de la Operación Reinhard, ya que era miembro del gobierno civil. La doble administración alemana en el Gobierno General significaba que no controlaba las SS o la Policía; estos asuntos en Lemberg estaban bajo el control de Fritz Katzmann. Aunque probablemente habría trabajado en estrecha colaboración con las SS para llevar a cabo las operaciones, no era directamente parte del grupo que las implementó. 
En cuanto a la responsabilidad directa, el cazador judío de nazis Simon Wiesenthal afirma en su libro The Murderers Among Us, que Wächter supervisó personalmente el transporte de cuatro mil judíos a campos de exterminio y fue responsable de matar al menos a 800.000 judíos. Específicamente, Wiesenthal también afirma haber visto a Wächter en Lemberg el 15 de agosto de 1942, mientras su madre y otros judíos estaban siendo subidos en un tren hacia su muerte. Sin embargo, Horst posee una carta escrita por su padre para su madre en esa fecha, de una reunión del partido en Cracovia. Horst cree que Wiesenthal pudo haber confundido a su padre con Fritz Katzmann, ya que según la carta, Wächter no estaba en Lemberg el 15 de agosto. Por otro lado se acusó a Wiesenthal de ser un charlatán y oportunista. 
El 28 de septiembre de 1946, el gobierno polaco envió un documento al Gobernador Militar de la Zona de los Estados Unidos en Alemania solicitando "que Wächter sea entregado a Polonia para ser juzgado por asesinato en masa, disparos y ejecuciones". Bajo su mando del distrito de Galitzia, más de cien mil ciudadanos polacos perdieron la vida..."
Debido a la muerte de Wächter en el Vaticano en 1949, nunca fue juzgado por cargos en Polonia. El alcance de su participación criminal en la solución final nunca fue llevado ante un tribunal.